# Harpiola isodon
Harpiola isodon és una espècie de ratpenat de la família dels vespertiliònids. És endèmic de Taiwan. El seu hàbitat natural són els boscos de coníferes i planifòlies amb un dosser més o menys tancat. Està amenaçat per la desforestació.